# Keith Gillespie
Keith Gillespie (Larne, Irlanda del Norte el 18 de febrero de 1975) es un exfutbolista norirlandés que jugaba de centrocampista.

## Carrera
Gillespie comenzó su carrera en el Manchester United donde luchó para establecerse como jugador del primer equipo. Formó parte del famoso Manchester United que ganó la Youth Cup de 1992, equipo que incluía a Ryan Giggs, Paul Scholes, David Beckham, Gary Neville y Robbie Savage. Después de jugar un par de años en Old Trafford fue cedido al Wigan Athletic, y después vendido al Newcastle United como parte del trato de 7 millones de libras que llevó a Andrew Cole al Manchester United. En su última temporada completa en Newcastle, la temporada 1997-98 , Gillespie hizo posiblemente su mejor actuación para el club cuando asistió a dos de los tres goles de Faustino Asprilla en la victoria por 3-2 en la Liga de Campeones sobre el FC Barcelona el 17 de septiembre de 1997.
Tras su paso por Newcastle, jugó cinco temporadas en Ewood Park para Blackburn Rovers, donde ganó la Copa de la Liga de Inglaterra 2001-02. Luego se mudó a Leicester City en una transferencia gratuita jugando 48 juegos y anotando dos goles en dos temporadas.
Al comienzo de la temporada 2005-06, Gillespie fichó por Sheffield United, jugando allí hasta enero de 2009. Posteriormente tuvo breves pasos por los clubes ingleses Bradford City, Darlington FC. Regresó a Irlanda del Norte para jugar en Glentoran, donde ganó la Copa de la Liga de Irlanda del Norte 2009-10. Su último club profesional fue el Longford Town, de la Primera División de Irlanda.

## Carrera internacional
Gillespie fue internacional con la selección de Irlanda del Norte, con la que jugó 86 partidos en los que anotó dos goles. Debutó en septiembre de 1994 ante la selección de Portugal. Su último partido lo jugó contra la selección de Hungría en noviembre de 2008.

## Clubes
| Club                          | País              | Año       |
| ----------------------------- | ----------------- | --------- |
| Manchester United F. C.       | Inglaterra        | 1993-1995 |
| Wigan Athletic F. C. (cedido) | Inglaterra        | 1993      |
| Newcastle United F. C.        | Inglaterra        | 1995-1998 |
| Blackburn Rovers F. C.        | Inglaterra        | 1998-2003 |
| Wigan Athletic F. C. (cedido) | Inglaterra        | 2000-2001 |
| Leicester City F. C.          | Inglaterra        | 2003-2005 |
| Sheffield United F. C.        | Inglaterra        | 2005-2009 |
| Charlton Athletic F. C.       | Inglaterra        | 2008      |
| Bradford City A. F. C.        | Inglaterra        | 2009      |
| Glentoran F. C.               | Irlanda del Norte | 2009-2010 |
| Darlington F. C.              | Inglaterra        | 2010      |
| Longford Town F. C.           | Irlanda           | 2011-2013 |

## Palmarés

### Títulos nacionales
| Título                               | Club                    | País              | Año  |
| ------------------------------------ | ----------------------- | ----------------- | ---- |
| Charity Shield                       | Manchester United F. C. | Inglaterra        | 1994 |
| Copa de la Liga de Inglaterra        | Blackburn Rovers F. C.  | Inglaterra        | 2002 |
| Copa de la Liga de Irlanda del Norte | Glentoran F. C.         | Irlanda del Norte | 2010 |